# Rafael Merán
Rafael Adolfo German Merán, né le 30 juillet 1987 à San Cristóbal, est un coureur cycliste dominicain.

## Palmarès sur route
- 2004
  - 2e du championnat de République dominicaine sur route juniors
- 2006
  - Pre-Vuelta Independencia
  - 1re étape de la Vuelta a la Independencia Nacional
- 2007
  - Copa Cero de Oro :
    - Classement général
    - 3e et 5e étapes

  - 2e étape de la Vuelta al Valle del Cibao
  - 2e du championnat de République dominicaine du contre-la-montre
  - 3e de la Pre-Vuelta Independencia
- 2009
  - 3e de la Vuelta a la Independencia Nacional
- 2010
  - 2e du championnat de République dominicaine du contre-la-montre
- 2012
  - 2e du Tour de Trinité-et-Tobago
- 2013
  - 3e étape de la Vuelta a la Independencia Nacional
  - 3e étape de la Tucson Bicycle Classic
  - Tobago International :
    - Classement général
    - 3e et 4e étapes
- 2014
  - 1re étape de la Pre-Vuelta Independencia
  - 2e de la Pre-Vuelta Independencia
- 2015
  -  Champion de République dominicaine du contre-la-montre
- 2016
  - 1re étape de la Vuelta a la Independencia Nacional (contre-la-montre par équipes)
- 2017
  - 1re étape de la Vuelta a la Independencia Nacional (contre-la-montre par équipes)
  - 2e du championnat de République dominicaine du contre-la-montre
  - 3e du championnat de République dominicaine sur route

## Classements mondiaux
| Année            | 2007   | 2008 | 2009 | 2010 | 2011 | 2012 | 2013 | 2014 | 2015 | 2016 | 2017 |
| ---------------- | ------ | ---- | ---- | ---- | ---- | ---- | ---- | ---- | ---- | ---- | ---- |
| UCI America Tour | nc     | 387e | 100e | nc   | nc   | 227e |      |      |      |      | 140e |
| UCI Europe Tour  | 1 351e |      |      |      |      |      |      |      |      |      |      |

## Palmarès sur piste

### Championnats panaméricains
- Valencia 2007
  -  Médaillé de bronze de la poursuite par équipes
- Mexico-Tlaxcala 2009
  -  Médaillé de bronze de l'américaine
- Aguascalientes 2010
  -  Médaillé d'argent de l'américaine

### Jeux d'Amérique centrale et des Caraïbes
- Mayagüez 2010
  -  Médaillé d'argent de la poursuite par équipes
  -  Médaillé de bronze de l'américaine